# دوناتو برامانته
دوناتو برامانته (انگلیسی: Donato Bramante؛ زاده ۱۴۴۴ درگذشته ۱۱ مارس ۱۵۱۴) یک معمار اهل ایتالیا بود.
او سبک معماری رنسانس را به میلان و رنسانس پسین را به رم معرفی نمود.